# Carlota del Regne Unit (reina de Württemberg)
Carlota del Regne Unit, reina de Württemberg (Palau de Buckingham 1766 - Stuttgart 1828). Princesa del Regne Unit amb el tractament d'altesa reial que fou honrada pel seu pare, el rei Jordi III del Regne Unit, amb el títol de princesa reial.
Nascuda al Palau de Buckingham el dia 29 de setembre de 1766 essent filla del rei Jordi III del Regne Unit i de la duquessa Carlota de Mecklenburg-Strelitz. La princesa reial era neta per via paterna de Frederic del Regne Unit, príncep de Gal·les, i de la duquessa Augusta de Saxònia-Gotha mentre que per via materna era net del duc Carles Lluís de Mecklenburg-Strelitz i de la princesa Elisabet de Saxònia-Hilburghausen.
Nascuda al setembre, el mes d'octubre li fou concedit el títol de príncesa reial del Regne Unit per part del rei Jordi III del Regne Unit. Com la resta dels seus germans fou educada per tutors i institutrius i passà la major part de la seva infància al Palau de Buckingham, al Castell de Windsor i al Palau de Kew.
El 18 de maig de 1797 es casà a la Capella Reial del Palau de Saint James amb el príncep hereu i després rei Frederic I de Württemberg, fill del duc Frederic II Eugeni de Württemberg i de la princesa Frederica de Brandenburg-Schwedt. La parella no tingué fills. Frederic de Württemberg havia estat anteriorment casat amb la duquessa Augusta de Brunsvic-Wolfenbüttel amb qui havia tingut quatre fills.
L'any 1800 l'exèrcit napoleònic ocupà Württemberg i els ducs sobirans hagueren d'exiliar-se a Viena. L'any 1801, el duc Frederic I de Württemberg firmà un tractat privat amb Napoleó Bonaparte pel qual cedia Montebeliard als francesos a canvi de rebre Ellwanger. A més a més, la família ducal fou elevada al rang de família electoral l'any 1803.
A partir d'aquest moment la col·laboració entre Wúrttemberg i França s'accentuà progressivament i les tropes württemburgueses lluitaren al camp de batalla al costat de les franceses i en reconeixement d'aquest fet, l'any 1805, Württemberg esdevingué un reialme. Tots aquests fets provocaren un fort distanciament entre la princesa Carlota del Regne Unit i el seu pare, el rei Jordi III del Regne Unit, ja que aquest darrer era un afèrrim enemic de Napoleó.
L'any 1813, a mesura que la sort de Napoleó canviava als camps de batalla, Frederic i Carlota es distanciaren dels francesos i s'acostaren als anglesos i als aliats contra Napoleó fins que li declararen la guerra obertament. Després de la caiguda de Napoleó, Frederic fou reconegut com a rei.
L'any 1816 morí el rei Frederic I de Württemberg i la princesa reial esdevingué la reina viuda de Württemberg. A partir d'aquest moment i fins a la seva mort l'any 1828 accentuà les seves relacions amb la família reial anglesa a qui rebia al Palau de Ludwigsburg, esdevenint, fins i tot, padrina de la futura reina Victòria I del Regne Unit.
L'any 1827 retornà per primera vegada des del seu casament a Anglaterra per tal d'atendre uns problemes mèdics que uns anys després li causarien la mort.